# Leontodon kulczynskii
Leontodon kulczynskii — вид рослин із родини айстрових (Asteraceae).

## Середовище проживання
Зростає у Європі (Румунія, зх. Україна).